# Pabandom iš naujo! 2021
Die zweite Ausgabe von Pabandom iš naujo! (deutsch: Versuchen wir es noch Mal!) fand zwischen dem 16. Januar und 6. Februar 2021 statt und war die litauische Vorentscheidung zum Eurovision Song Contest 2021 in Rotterdam (Niederlande). Die Band The Roop konnte den Wettbewerb wie bereits im Vorjahr für sich entscheiden und vertrat Litauen im Mai mit ihrem Song Discoteque.

## Format

### Konzept
Nach dem großen Erfolg von 2020 hält die litauische Rundfunkanstalt Lietuvos nacionalinis radijas ir televizija (LRT) an dem Format vom Vorjahr fest. In diesem Jahr besteht der Vorentscheid, anders als im Vorjahr, aus insgesamt vier Sendungen. Zwei Heats, einem Halbfinalen und einem Finale. Erneut werden alle Ergebnisse zu 50 % per Juryvoting und zu 50 % per Televoting bestimmt. Der Vorentscheid wird auch in diesem Jahr von einer neunköpfigen Arbeitsgruppe begleitet. Neben dem stellvertretenden Generaldirektor von LRT, Gytis Oganauskas, werden Ramūnas Zilnys (Programmchef LRT televizija), Audrius Giržadas (Produzent), Giedrius Masalskis (Programmdirektor von LRT Radijas), Darius Užkuraitis (Redaktionsleiter von LRT Opus), Rūta Putnikienė (LRT-Kommunikationsmanagerin), Justina Sokolovskė (LRT-Koordinatorin für Öffentlichkeitsarbeit und Marketing) und Povilas Varvuolis (Regisseur) den Auswahlprozess begleiten.
Die Erträge, die von der Gebühr der Zuschauerabstimmung kommen, sollen für den späteren Bühnenauftritt in Rotterdam genutzt werden.

### Beitragswahl
Vom 28. Oktober 2020 bis zum 14. Dezember 2020 konnten Beiträge bei LRT eingereicht werden. Da von 2021 an auch beim ESC vom Band abgespielter Hintergrundgesang genutzt werden kann, darf dies nun auch bei der litauischen Vorentscheidung angewendet werden. Ansonsten mussten nur die allgemeinen Regeln für den ESC eingehalten werden.

## Teilnehmer
LRT bestätigte bereits am 31. März 2020 und nochmals am 28. Oktober 2020, dass die Vorjahressieger The Roop, die zum abgesagten ESC 2020 hätten fahren sollen, einen garantierten Finalplatz erhalten würden, sollten sie erneut teilnehmen wollen. Am 23. November 2020 bestätigte die Band über ihren offiziellen Instagram-Account ihre Teilnahme beim Vorentscheid.
Eine neunköpfige Jury wählt am Ende die Beiträge aus allen Einsendungen aus. Die Teilnehmer wurden am 23. Dezember 2020 der Öffentlichkeit präsentiert. Am 5. Januar 2021 gab die litauische Head of Press, Lina Patskočimaitė, bekannt, dass nun doch nur 21 Interpreten am Wettbewerb teilnehmen werden. Evelina Sašenko, die Litauen 2011 vertrat, und Gintarė Korsakaitė zogen sich vom Wettbewerb zurück.

### Wiederkehrende Interpreten
Eine Reihe von Interpreten kehren 2021 zum Wettbewerb zurück. Vilija Matačiūnaitė, welche den Wettbewerb 2014 gewann, tritt unter dem Namen Sunday Afternoon an.
| Interpret                              | Vorheriges Teilnahmejahr              |
| -------------------------------------- | ------------------------------------- |
| Aistė Brokenleg                        | 2020 (als Teil der Gruppe Abrokenleg) |
| Aldegunda                              | 2019                                  |
| Donata Virbilaitė                      | 2012, 2019, 2020                      |
| Gabrielius Vagelis                     | 2013, 2017, 2018, 2020                |
| Gebrasy                                | 2019                                  |
| Milita Daikerytė                       | 2015                                  |
| Voldemars Petersons                    | 2007 (als Kupido), 2019, 2020         |
| Twosome                                | 2018, 2019, 2020                      |
| The Roop                               | 2018 & 2020                           |
| Sunday Afternoon (Vilija Matačiūnaitė) | 2005, 2014, 2017                      |
| Cosmic Bride (Natalja Chareckaja)      | 2018                                  |

## Heat

### Heat 1
Heat 1 wurde am 12. Januar 2021 aufgenommen und am 16. Januar 2021 um 21:00 Uhr (EET) ausgestrahlt. Fünf Interpreten qualifizierten sich für das Halbfinale. Ramūnas Zilnys, Jievaras Jasinskis, Vytautas Bikus, Ieva Narkutė und Aistė Smilgevičiūtė bildeten die Jury. 
| Platz | Startnr. | Interpret                            | Lied Musik (M) und Text (T) | Sprache               | Übersetzung (Inoffiziell)                  | Jury    | Jury   | Zuschauer                  | Zuschauer | Gesamt |
| Platz | Startnr. | Interpret                            | Lied Musik (M) und Text (T) | Sprache               | Übersetzung (Inoffiziell)                  | Stimmen | Punkte | Stimmen (Televoting & SMS) | Punkte    | Gesamt |
| ----- | -------- | ------------------------------------ | --- | --------------------- | ------------------------------------------ | ------- | ------ | -------------------------- | --------- | ------ |
| 01.   | 10       | Voldemaras Petersonas                | Never Fall For You Again M/T: Voldemars Petersons | Englisch              | Ich werde nie wieder auf dich hereinfallen | 52      | 12     | 0498                       | 6         | 18     |
| 02.   | 04       | Titas & Benas                        | No M: Audrius Petrauskas, Faustas Venckus; T: Audrius Petrauskas                                                                                             | Englisch              | Nein                                       | 41      | 8      | 0994                       | 10        | 18     |
| 03.   | 05       | Martyna Jezepčikaitė                 | Thank You Very Much M/T: Andreas „Stone“ Johansson, Julia Kautz, Morten Thorhauge, Selin Üstün                                                               | Englisch              | Vielen Dank                                | 27      | 5      | 2.063                      | 12        | 17     |
| 04.   | 08       | Milita Daikerytė                     | Shadows M: Audrius Petrauskas, Faustas Venckus; T: Audrius Petrauskas                                                                                        | Englisch              | Schatten                                   | 49      | 10     | 0448                       | 5         | 15     |
| 05.   | 03       | Be U                                 | Love Yourself M/T: Ąžuolo Paulausko | Englisch              | Liebe dich selbst                          | 30      | 5      | 0780                       | 7         | 12     |
| 06.   | 01       | Black Spikes feat. Indrė Launikonytė | Don’t Tell Me M: Doviles Virbalaitės, Rimanto Budriūno, Agnieškos Vrubliauskienės, Simonos Karinauskaitės, Indrės Launikonytės; T: Agnieškos Vrubliauskienės | Englisch              | Erzähl es mir nicht                        | 24      | 4      | 0805                       | 8         | 12     |
| 07.   | 06       | Donata Virbilaitė                    | The Way I Am M/T: Ylva Persson, Linda Persson, Niklas Bergqvist, Simon Johansson, Vytenis Misevičius                                                         | Englisch              | So wie ich bin                             | 36      | 7      | 0353                       | 3         | 10     |
| 08.   | 09       | Aldegunda                            | Sit Down M/T: Gailės Asačiovaitės-Main | Litauisch, Englisch   | Setz dich hin                              | 15      | 3      | 0357                       | 4         | 07     |
| 09.   | 07       | Twosome                              | I Love My Bear M/T: Justino Stanislovaičio, Pauliaus Šinkūno                                                                                                 | Englisch, Italienisch | Ich liebe meinen Bären                     | 8       | 2      | 0213                       | 2         | 04     |
| 10.   | 02       | Thomukas 1                           | Wish M: Thomo Tumosos, Simono Kazlausko, Pijaus Brazio; T: Thomo Tumosos                                                                                     | Englisch              | Ich wünschte                               | 8       | 2      | 0108                       | 1         | 03     |

 Kandidat hat sich für das Halbfinale qualifiziert.

### Heat 2
Heat 2 wurde am 19. Januar 2021 aufgenommen und am 23. Januar 2021 um 21:00 Uhr (EET) ausgestrahlt. Fünf Interpreten qualifizierten sich für das Halbfinale. Ramūnas Zilnys, Vytautas Bikus, Ieva Narkutė, Gerūta Griniūtė und Stanislavas Stavickis-Stano bildeten die Jury. 
| Platz | Startnr. | Interpret            | Lied Musik (M) und Text (T)                                                                             | Sprache   | Übersetzung (Inoffiziell) | Jury    | Jury   | Zuschauer                  | Zuschauer | Gesamt |
| Platz | Startnr. | Interpret            | Lied Musik (M) und Text (T)                                                                             | Sprache   | Übersetzung (Inoffiziell) | Stimmen | Punkte | Stimmen (Televoting & SMS) | Punkte    | Gesamt |
| ----- | -------- | -------------------- | --- | --------- | ------------------------- | ------- | ------ | -------------------------- | --------- | ------ |
| 01.   | 08       | Gebrasy              | Where’d You Wanna Go? M: Audrius Petrauskas, Faustas Venckus; T: Audrius Petrauskas                     | Englisch  | Wohin willst du gehen?    | 55      | 12     | 0868                       | 12        | 24     |
| 02.   | 10       | Gabrielius Vagelis   | My Guy M: Gabrielius Vagelis, Bjørn Holmesland; T: Gabrielius Vagelis                                   | Englisch  | Mein Junge                | 47      | 10     | 0423                       | 07        | 17     |
| 03.   | 09       | Evita Cololo         | Be Paslapcių M: Vitalijus Puzyriovas; T: Elizabeta Eliševa Povilaitė, Vitalijus Puzyriova, Evita Cololo | Litauisch | Keine Geheimnisse         | 46      | 08     | 0443                       | 08        | 16     |
| 04.   | 06       | Norbertas            | Man In Need M: Faustas Venckus; T: Faustas Venckus, Dennis Steenbergen                                  | Englisch  | Mann in Not               | 21      | 04     | 0587                       | 10        | 14     |
| 05.   | 05       | Aistė Brokenleg      | Home M/T: Linas Karolis Krasauskas, Aistė Motiejūnaitė                                                  | Englisch  | Zuhause                   | 27      | 07     | 0131                       | 02        | 09     |
| 06.   | 04       | Sunday Afternoon     | Open M/T: Vilija Matačiūnaitė                                                                           | Englisch  | Offen                     | 24      | 05     | 0249                       | 04        | 09     |
| 07.   | 03       | Rapolas              | Degam M/T: Rapolas Kęstutis Meškauskas                                                                  | Litauisch | Wir brennen               | 19      | 03     | 0333                       | 05        | 08     |
| 08.   | 07       | Gabrielė Goštautaitė | Freedom M: Gabrielė Grigonė, Tomas Kondrackis; T: Gabrielė Grigonė                                      | Englisch  | Freiheit                  | 18      | 02     | 0340                       | 06        | 08     |
| 09.   | 02       | Cosmic Bride         | Solitary Star M: Natalija Chareckaja, Davide Fortugno; T: Natalija Chareckaja                           | Englisch  | Einsamer Stern            | 26      | 06     | 093                        | 01        | 07     |
| 10.   | 01       | UnoBand              | Eisiu M/T: Paulius Jasiūnas                                                                             | Litauisch | Ich werde gehen           | 0 7     | 01     | 0169                       | 03        | 04     |

 Kandidat hat sich für das Halbfinale qualifiziert.

## Halbfinale
Das Halbfinale (Pusfinalis) wurde am 26. Januar 2021 aufgenommen und am 30. Januar 2021 um 21:00 Uhr (EET) ausgestrahlt. Fünf Interpreten qualifizierten sich für das Finale. Ramūnas Zilnys, Aistė Smilgevičiūtė, Jievaras Jasinskis, Gerūta Griniūtė und Stanislavas Stavickis-Stano bildeten die Jury.
| Platz | Startnr. | Interpret             | Lied Musik (M) und Text (T)                                                                      | Sprache   | Übersetzung (Inoffiziell)                  | Jury    | Jury   | Zuschauer                  | Zuschauer | Gesamt |
| Platz | Startnr. | Interpret             | Lied Musik (M) und Text (T)                                                                      | Sprache   | Übersetzung (Inoffiziell)                  | Stimmen | Punkte | Stimmen (Televoting & SMS) | Punkte    | Gesamt |
| ----- | -------- | --------------------- | ------------------------------------------------------------------------------------------------ | --------- | ------------------------------------------ | ------- | ------ | -------------------------- | --------- | ------ |
| 01.   | 10       | Gebrasy               | Where’d You Wanna Go? M: Audrius Petrauskas, Faustas Venckus; T: Audrius Petrauskas              | Englisch  | Wohin willst du gehen?                     | 60      | 12     | 2.237                      | 12        | 24     |
| 02.   | 04       | Martyna Jezepčikaitė  | Thank You Very Much M/T: Sten Andreas Johansson, Julia Kautz, Morten Thorhauge, Selin Üstün      | Englisch  | Vielen Dank                                | 20      | 05     | 1.816                      | 10        | 15     |
| 03.   | 06       | Evita Cololo          | Be Paslapcių M: Vaiper Vitalijus; T: Evita Cololo, Elizabeta Eliševa Povilaitė, Vaiper Vitalijus | Litauisch | Keine Geheimnisse                          | 45      | 10     | 0350                       | 02        | 12     |
| 04.   | 08       | Voldemaras Petersonas | Never Fall For You Again M/T: Voldemars Petersons                                                | Englisch  | Ich werde nie wieder auf dich hereinfallen | 38      | 07     | 0819                       | 05        | 12     |
| 05.   | 07       | Titas & Benas         | No M: Audrius Petrauskas, Faustas Venckus; T: Audrius Petrauskas                                 | Englisch  | Nein                                       | 16      | 04     | 0943                       | 08        | 12     |
| 06.   | 09       | Milita Daikerytė      | Shadows M: Audrius Petrauskas, Faustas Venckus; T: Audrius Petrauskas                            | Englisch  | Schatten                                   | 42      | 08     | 0592                       | 03        | 11     |
| 07.   | 03       | Gabrielius Vagelis    | My Guy M: Gabrielius Vagelis, Bjørn Holmesland; T: Gabrielius Vagelis                            | Englisch  | Mein Junge                                 | 24      | 06     | 0688                       | 04        | 10     |
| 08.   | 05       | Norbertas             | Man In Need M: Faustas Venckus; T: Faustas Venckus, Dennis Steenbergen                           | Englisch  | Mann in Not                                | 15      | 02     | 0832                       | 06        | 08     |
| 09.   | 01       | Be U                  | Love Yourself M/T: Ąžuolo Paulausko                                                              | Englisch  | Liebe dich selbst                          | 14      | 01     | 0858                       | 07        | 08     |
| 10.   | 02       | Aistė Brokenleg       | Home M/T: Linas Karolis Krasauskas, Aistė Motiejūnaitė                                           | Englisch  | Zuhause                                    | 16      | 04     | 0208                       | 01        | 05     |

 Kandidat hat sich für das Finale qualifiziert.

## Finale
Das Finale fand am 6. Februar 2021 um 21:00 Uhr (EET) statt. Die Band The Roop war automatisch für das Finale qualifiziert. The Roop erlangte sowohl bei den Jury-Mitgliedern als auch bei den Zuschauern die meisten Stimmen und gewann somit die Vorentscheidung. Zudem gelang es ihnen, ihren im Vorjahr aufgestellten Rekord der meisten Zuschauerstimmen in einer litauischen Vorentscheidung, zu übertreffen.
| Platz | Startnr. | Interpret             | Lied Musik (M) und Text (T) | Sprache   | Übersetzung (Inoffiziell)                  | Jury    | Jury   | Zuschauerstimmen (Televoting & SMS) | Zuschauerstimmen (Televoting & SMS) | Zuschauerstimmen (Televoting & SMS) | Gesamt |
| Platz | Startnr. | Interpret             | Lied Musik (M) und Text (T) | Sprache   | Übersetzung (Inoffiziell)                  | Stimmen | Punkte | Stimmen                             | %                                   | Punkte                              | Gesamt |
| ----- | -------- | --------------------- | --- | --------- | ------------------------------------------ | ------- | ------ | ----------------------------------- | ----------------------------------- | ----------------------------------- | ------ |
| 1.    | 6        | The Roop              | Discoteque M: Vaidotas Valiukevičius, Robertas Baranauskas, Mantas Banišauskas, Ilkka Wirtanen; T: Vaidotas Valiukevičius, Mantas Banišauskas, Kalle Lindroth | Englisch  | Diskothek                                  | 84      | 12     | 74.512                              | 86,5 %                              | 12                                  | 24     |
| 2.    | 3        | Gebrasy               | Where’d You Wanna Go? M: Audrius Petrauskas, Faustas Venckus; T: Audrius Petrauskas                                                                           | Englisch  | Wohin willst du gehen?                     | 70      | 10     | 06.413                              | 07,4 %                              | 10                                  | 20     |
| 3.    | 4        | Voldemaras Petersonas | Never Fall For You Again M/T: Voldemars Petersons | Englisch  | Ich werde nie wieder auf dich hereinfallen | 51      | 8      | 01.224                              | 01,4 %                              | 7                                   | 15     |
| 4.    | 2        | Martyna Jezepčikaitė  | Thank You Very Much M/T: Sten Andreas Johansson, Julia Kautz, Morten Thorhauge, Selin Üstün                                                                   | Englisch  | Vielen Dank                                | 40      | 5      | 02.453                              | 02,8 %                              | 8                                   | 13     |
| 5.    | 5        | Evita Cololo          | Be Paslapcių M: Vaiper Vitalijus; T: Evita Cololo, Elizabeta Eliševa Povilaitė, Vaiper Vitalijus                                                              | Litauisch | Keine Geheimnisse                          | 47      | 7      | 00427                               | 00,5 %                              | 5                                   | 12     |
| 6.    | 1        | Titas & Benas         | No M: Audrius Petrauskas, Faustas Venckus; T: Audrius Petrauskas                                                                                              | Englisch  | Nein                                       | 44      | 6      | 01.094                              | 01,3 %                              | 6                                   | 12     |